# Svercacheta nigrivertex
Svercacheta nigrivertex är en insektsart som först beskrevs av Johann Heinrich Kaltenbach 1979.  Svercacheta nigrivertex ingår i släktet Svercacheta och familjen syrsor. Inga underarter finns listade i Catalogue of Life.